# Frankrikes Grand Prix 1975
Frankrikes Grand Prix 1975 var det nionde av 14 lopp ingående i formel 1-VM 1975.  

## Resultat
1. Niki Lauda, Ferrari, 9 poäng
2. James Hunt, Hesketh-Ford, 6
3. Jochen Mass, McLaren-Ford, 4
4. Emerson Fittipaldi, McLaren-Ford, 3
5. Mario Andretti, Parnelli-Ford, 2
6. Patrick Depailler, Tyrrell-Ford, 1
7. Tony Brise, Hill-Ford
8. Jean-Pierre Jarier, Shadow-Ford
9. Jody Scheckter, Tyrrell-Ford
10. Ronnie Peterson, Lotus-Ford
11. Jacques Laffite, Williams-Ford
12. Jean-Pierre Jabouille, Tyrrell-Ford
13. John Watson, Surtees-Ford
14. Carlos Reutemann, Brabham-Ford
15. Gijs van Lennep, Ensign-Ford
16. Alan Jones, Hill-Ford
17. Bob Evans, BRM
18. Lella Lombardi, March-Ford

### Förare som bröt loppet
- Carlos Pace, Brabham-Ford (varv 26, transmission)
- Jacky Ickx, Lotus-Ford (17, bromsar)
- Wilson Fittipaldi, Fittipaldi-Ford (14, motor)
- Vittorio Brambilla, March-Ford (6, chassi)
- Clay Regazzoni, Ferrari (6, motor)
- Mark Donohue, Penske-Ford (6, transmission)
- Tom Pryce, Shadow-Ford (2, transmission)

### Förare som ej startade
- François Migault, Williams-Ford